# Северин, Сергей Евгеньевич (младший)
Сергей Евгеньевич Северин (21 ноября 1955 — 13 февраля 2016) — советский и российский химик, доктор химических наук, член-корреспондент РАМН (2002), член-корреспондент РАН (2014), лауреат премии Правительства Российской Федерации в области науки и техники (2006).

## Биография
Внук биохимика академика С. Е. Северина, сын биохимика члена-корреспондента РАН Е. С. Северина.
В 1979 году окончил Московский институт тонкой химической технологии им. М. В. Ломоносова. Работал начальником отделения молекулярной биологии Курчатовского НБИКС-Центра НИЦ «Курчатовский институт».
С 2008 г. — заведующий кафедрой биохимии Первого московского государственного медицинского университета им. И. М. Сеченова. С 2013 г. — эксперт научно-технической сферы Министерства образования и науки Российской Федерации ФГБНУ НИИ РИНКЦЭ.
Доктор химических наук (1995), профессор по специальности «Биоорганическая химия, химия природных и физиологически активных веществ» (1998).
Член-корреспондент РАМН по специальности «Биохимия» (2002).
Член-корреспондент РАН (2014).
Автор более 500 научных работ, в том числе 11 монографий и 17 патентов.
Похоронен на Введенском кладбище (4 уч.).

## Научная деятельность
- Создание тест-систем для диагностики различных заболеваний используя опухолевые маркеры, исследования роли различных универсальных онкомаркеров для дифференциальной диагностики и предрасположенности к новообразованиям
- Направленная доставка в опухолевую клетку лекарственных препаратов на основе белковых векторов
- Противоопухолевые вакцины с использованием белков теплового шока и дендритных клеток человека
- Исследования в области направленного транспорта биологически активных соединений в клетки человека путём создания различных векторных систем для их избирательной доставки.